# ريتشارد أشتون
ريتشارد أشتون (26 سبتمبر 1963 بنورثامبتون في المملكة المتحدة - ) (بالإنجليزية: Richard Ashton)‏ هو لاعب كريكت بريطاني. لعب مع نادي مقاطعة بيدفوردشير للكريكت ‏ وLincolnshire County Cricket Club ‏.

## وصلات خارجية
- ريتشارد أشتون على موقع إي آس بي آن كريك إنفو (الإنجليزية)